# Incendie du parc national Torres del Paine de 2011-2012
Le incendie forestier de Torres del Paine de 2011—2012 (également connu sous le nom d’incendie Olguín du nom du secteur d'où est parti l'incendie.) est l'un des pires feux de forêt à avoir eu lieu au Chili, il détruit 17 600 hectares de forêt. L'incendie débute le mardi 27 décembre à proximité du lac Grey, à l'intérieur du parc national Torres del Paine, dans la région de Magallanes et de l'Antarctique chilien en Patagonie chilienne, et il se propage rapidement en direction du sud-est. 

## Localisation
Le parc national Torres del Paine se situe à 112 km au nord de Puerto Natales et à 312 km de la ville de Punta Arenas. Il délimite le parc national Los Glaciares (situé en Argentine) au nord. Il présente une grande variété de milieux naturels : des montagnes (parmi lesquelles se détache le complexe du Cerro Paine Grande, dont le sommet principal atteint 3 050 m, les Torres del Paine et les Cuernos del Paine), des vallées, des fleuves et rivières (tels que le río Paine), des lacs (parmi lesquels le Grey, le Pehoé, le Nordenskjöld et le Sarmiento de Gamboa), des glaciers (Grey, Pingo, Tyndall et Geikie, appartenant au champ de glace Sud de Patagonie).
Il est créé en tant qu'aire protégée le 13 mai 1959. En 1977, Guido Monzino donne 12 000 hectares au Gouvernement du Chili, et ses frontières définitives sont fixées. L'UNESCO la déclare réserve de biosphère le 28 avril 1978.